# Tomasz Chełmicki
Tomasz Chełmicki herbu Nałęcz – stolnik dobrzyński w latach 1790-1793, stolnik rypiński w latach 1788-1790, wojski większy dobrzyński w latach 1781-1788, wojski większy rypiński w latach 1778-1781, miecznik dobrzyński w latach 1776-1778, miecznik rypiński w latach 1775-1776.
Poseł na sejm 1782 roku z ziemi dobrzyńskiej.